# Live Together, Die Alone (Izgubljeni)
Live Together, Die Alone je finale druge sezone televizijske serije Izgubljeni koje se sastoji od dvadeset i treće i dvadeset i četvrte epizode. Također, to je sveukupno 48. i 49. epizoda kompletne serije. Scenarij su napisali Damon Lindelof i Carlton Cuse, a režirao ju je Jack Bender. Prvi put se emitirala u SAD-u dana 24. svibnja 2006. godine na televizijskoj mreži ABC. Gledalo ju je 17.84 milijuna ljudi i dobila je uglavnom pozitivne kritike.
Radnja epizode u flashbackovima otkriva kako je Desmond Hume došao na otok. U stvarnom vremenu radnja se također vrti oko Desmonda koji nenamjerno ponovno dolazi na otok i kojeg John Locke moli za pomoć u njegovom planu prekida pritiskanja gumba u oknu. U isto vrijeme nekoliko preživjelih odlazi pokušati spasiti Michaelovog sina Walta iz ruku Drugih. 

## Radnja

### Flashback
Desmonda Humea (Henry Ian Cusick) upravo puštaju iz vojnog zatvora iz nepoznatih razloga. Na izlasku se susreće s Charlesom Widmoreom (Alan Dale) koji mu otkriva da je zaustavljao korespondenciju između svoje kćerke Penelope (Sonya Walger) i Desmonda dok je ovaj bio u zatvoru i ozbiljno ga upozorava da ne pokušava stupiti s njom u kontakt. Desmond, odlučan u nakani da dokaže da nije kukavica, odlazi iz Ujedinjenog Kraljevstva u Sjedinjene Države kako bi trenirao za jedriličarsku utrku oko svijeta koju sponzorira Charles Widmore. U jednom od kafića upoznaje Libby (Cynthia Watros) i nakon dubokoumnog razgovora Libby mu poklanja svoju jahtu čiji je vlasnik bio njezin pokojni suprug. Dok Desmond trenira, Penny ga pronalazi i ljutito ispituje. (U pozadini tog razgovora u kratkom trenutku vidi se Jack Shephard koji dolazi na stadion trčati). Desmond joj govori da je odlučan u tome da pobijedi u Widmoreovoj utrci i obećava joj da će se vratiti. Međutim, tijekom utrke Desmond upadne u oluju i završi na otoku. Spašava ga čovjek obučen u zaštitno žuto odijelo, Kelvin Inman (Clancy Brown) koji ga odvodi do jedne od stanica Dharme. Njih dvojica u sljedeće tri godine žive zajedno u oknu prije nego što Desmond sazna da Inman u tajnosti planira bijeg s otoka koristeći Desmondov brod. Zbog njihovog fizičkog okršaja, Desmond slučajno ubija Inmana. Nakon što skoro ne uspije unijeti brojeve u kompjuter na vrijeme, Desmond se oda piću i razmišlja o samoubojstvu. Međutim, prije nego što ga izvrši čuje Johna Lockea (Terry O'Quinn) kako lupa na vrata okna te pali svjetlo. U tom trenutku shvaća da još uvijek postoji nada i odluči nastaviti živjeti.

### Na otoku
Za vrijeme pogreba Ana Lucije Cortez (Michelle Rodriguez) i Libby prema plaži iz smjera mora dolazi brod. Jack, Sayid i Sawyer ulaze u more i plivaju do broda na kojeg se i popnu. Nakon što čuju glazbu koja dopire iz utrobe broda uskoro otkrivaju da se u njemu nalazi Desmond, potpuno pijan. Sljedećeg dana Mr. Eko (Adewale Akinnuoye-Agbaje) spriječi Lockea koji želi uništiti kompjuter koji kontrolira okno pa se Locke obraća Desmondu za pomoć. Desmond uspijeva hermetički zatvoriti prostoriju s kompjuterom u kojoj se nalaze on i Locke, ostavivši Ekoa izvan sobe. Ljutiti Eko zamoli za pomoć Charlieja Pacea (Dominic Monaghan). Njih dvojica upotrijebe dinamit kako bi raznijeli vrata prostorije s kompjuterom, ali ne uspijevaju i obojica se ozlijede.
U međuvremenu Desmond i Locke diskutiraju o svrsi svih tih stanica i otkrivaju da je, kada je Desmond zakasnio unijeti brojeve u kompjuter, elektromagnetska snaga uzrokovala pad aviona Oceanic 815 na otok. Locke nastavlja sumnjati u to da kompjuter ima ikakve veze s tim, ali ga Desmond uspije uvjeriti da je sve to istina. Nakon što mjerač vremena prijeđe nulu, Desmond uzima sigurnosni ključ i otpuže ispod okna. Okreće ključ u sistemu nakon čega se začuje čudni zvuk, bijelo svjetlo proguta cijeli otok, a svi stanovnici otoka u tom trenutku (preživjeli i Drugi) poklapaju uši uz očitu grimasu boli. Te noći Charlie je jedina osoba koja se vraća iz okna na plažu; ne otkriva se gdje su nestali Desmond, Eko i Locke. Charlie dolazi do Claire Littleton (Emilie de Ravin) i njih dvoje se poljube dok sjede zajedno s ostalim preživjelima.
Preživjeli se podijele u dvije skupine i krenu prema kampu Drugih. Michael Dawson (Harold Perrineau), Jack Shephard (Matthew Fox), Kate Austen (Evangeline Lilly), James "Sawyer" Ford (Josh Holloway) i Hugo "Hurley" Reyes (Jorge Garcia) odlaze do kampa kopnom noseći sa sobom naoružanje i municiju. U isto vrijeme, Sayid Jarrah (Naveen Andrews), Sun-Hwa Kwon (Yunjin Kim) i Jin-Soo Kwon (Daniel Dae Kim) uzimaju Desmondov brod i prema kampu Drugih kreću morem. Sayid planira crnim dimom signalizirati svojim prijateljima svoju lokaciju te ističe da će ovaj puta Drugi znati da dolaze po njih što je referenca na finale prve sezone. Kada brod stigne do kampa Drugih, Sayid otkriva da je isti napušten. U međuvremenu, Michael, Jack, Sawyer, Hurley i Kate dolaze u okršaj s nekima od Drugih koji ih prate te Sawyer ubija jednog od njih. Jack se u tom trenutku suočava s Michaelom i govori mu da cijelo vrijeme zna da je izdajica, a Michael ostalima priznaje da je ubio Ana Luciju i Libby. Shvaćaju da ih je Michael odveo na krivu lokaciju pa je plan koji su ranije dogovorili sa Sayidom propao. Uskoro svi čuju šapate na otoku, a nedugo potom Sawyera, Katea i Jacka pogode električne strelice. Kao taoci, zavezanih ruku i usta dolaze na dok gdje vide vođu drugih - Henryja Galea (Michael Emerson). Gale održava obećanje dano Michaelu, vraća mu njegovog sina Walta Lloyda (Malcolm David Kelley) i daje mu ribarski brodić sa specifičnim instrukcijama kako da ode s otoka jednom zauvijek. Michael zaprijeti Henryju da ga ništa ne sprečava da vanjskom svijetu kaže za lokaciju otoka, ali mu Henry odgovara da to nije važno, jer nitko nikad ne bi mogao pronaći otok. Također mu kaže da u slučaju da kaže ljudima za lokaciju, svi će saznati što je učinio kako bi vratio svog sina. Michael nevoljko pristaje i prilikom odlaska zapita Henryja tko su Drugi na što Henry jednostavno odgovara: "Mi smo dobri momci, Michaele". Michael ulazi u brodić sa svojim sinom i odlazi s otoka. Nakon toga Drugi odvežu Hurleyja i puštaju ga da se vrati do ostalih preživjelih s porukom da ih ostave na miru. Dok Hurleyja puštaju, ostalo troje zarobljenika odvode sa sobom. 

### Epilog
Radnja epiloga finala druge sezone odvija se u istraživačkoj stanici negdje daleko od otoka, na mjestu s polarnom klimom; dvojica muškaraca koji pričaju portugalski jezik igraju šah kada ih prekida alarm na monitoru koji pokazuje da je otkrivena elektromagnetska anomalija uzrokovana brojevima 4, 8, 15, 16, 23 i 42. Jedan od muškaraca brzo diže slušalicu i zove Penelope Widmore (Sonya Walger) koja se budi usred noći. Muškarac joj kaže: "Mislim da smo ga našli". 

## Produkcija
Live Together, Die Alone je bila trinaesta epizoda serije koju je režirao Jack Bender. Zajedno su je napisali Damon Lindelof i Carlton Cuse i time je postala deveta epizoda koju je ovaj dvojac kreirao.
Budući da epizoda traje dva sata, trebalo je više vremena da se ista snimi od većine ostalih epizoda. Snimljena je u roku od 17 dana, a snimale su je dvije različite ekipe. Nekoliko scena je moralo biti skraćeno (ili čak izbačeno) zbog ograničenog vremena trajanja. Jedna od izbačenih scena je bila i ona kada se Sawyer želi vratiti u kamp nakon što on i ostali otkriju da je Michael izdajica, jer mu je bilo nelogično zbog čega bi trebali ostati uz nekoga tko im je lagao. Kako je serija Izgubljeni u prošlosti imala problema s curenjem informacija (spojleri) produkcijski tim epizode Live Together, Die Alone poduzeo je dodatne korake kako bi se osigurala tajnost ključnih scena epizode. Alex Petrovitch, koji u epizodi glumi lik Henrika, prisjeća se da su tijekom njegove audicije "imena, mjesta i okolnosti (njegove scene) bile promijenjene kako ne bi mogao povezati gdje se scena uklapa u koncept cjelokupne epizode".Ostalim članovima glumačke ekipe nije uopće niti rečeno da njegova scena postoji u epizodi. Još jedna od mjera predostrožnosti bila je i ta da se posljednjoj sceni da kodni naziv Challah umjesto da se bilo što drugo priča o njoj. Međutim, pokušaji da se prikriju događaji iz flashback radnje bili su puno manje uspješni pa je otprilike mjesec dana prije originalnog emitiranja epizode na internet procurio detaljan opis scena Desmondove prošlosti.

## Kritike
Epizodu Live Together, Die Alone gledalo je 17.84 milijuna ljudi.
Kritike epizode bile su uglavnom pozitivne. Eric Goldman iz IGN-a hvalio je glumca Henryja Iana Cusicka (Desmond Hume) za "simpatičnu performansu". Goldman je također napomenuo da je samo finale "puno bolje nego ono iz prve sezone" i da je sadržavalo "jedan od najzanimljivijih flashbackova kompletne sezone". Scott Brown iz časopisa Entertainment Weekly opisao je svoje iskustvo gledanja epizode: "Bio sam veseo, bio sam tužan, bio sam frustriran, bio sam uzbuđen i na kraju sam... Pomalo zanijemio". Brown je kritizirao Charliejevu reakciju na eksploziju okna istaknuvši da je namjera scenarista bila "da zamrzimo Charlieja".
Glazbeni sastav Veil of Maya snimio je pjesmu imena "Namaste" čiji refren sadržava riječi Live together, die alone.

## Vanjske poveznice
- "Live Together, Die Alone"  Arhivirana inačica izvorne stranice od 13. rujna 2012. (Wayback Machine) na ABC-u